# Cap Mendocino
Le cap Mendocino, situé dans le comté de Humboldt, en Californie, États-Unis, est le point le plus à l'ouest de la côte californienne. C'est l'une des régions les plus actives au niveau sismique de tous les 48 États contigus du pays. Trois séismes importants dont les épicentres se situaient à proximité du cap ont eu lieu, l'un d'eux atteignant 7 sur l'échelle de Richter. 